# عمران طاهر
عمران طاهر (27 مارس 1979 بلاهور في باكستان - ) (بالإنجليزية: Imran Tahir)‏ هو لاعب كريكت جنوب أفريقي. شارك مع منتخب جنوب أفريقيا الوطني للكريكت. أما مع النوادي، فقد لعب مع نادي مقاطعة ميدلسكس للكريكت ‏ ونادي مقاطعة يوركشاير للكريكت ‏ وLahore cricket teams ‏ وSialkot cricket team ‏ ونادي مقاطعة ستافوردشاير للكريكت ‏ وSui Northern Gas Pipelines Limited cricket team ‏ وLahore Lions ‏.

## وصلات خارجية
- عمران طاهر على موقع إي آس بي آن كريك إنفو (الإنجليزية)
- عمران طاهر على موقع ويزدن الهند (الإنجليزية)